# Guyoult
Le Guyoult est un fleuve côtier du département Ille-et-Vilaine, dans la région Bretagne, qui se jette dans la mer de la Manche au Vivier-sur-Mer.

## Géographie
De 33,2 kilomètres de longueur, le Guyoult prend sa source sur la commune de Cuguen, au lieu-dit la Villate, à 98 mètres d'altitude.
Le Guyoult coule globalement du sud vers le nord, de l'est vers l'ouest, puis après Dol-de-Bretagne, du sud vers le nord.
Le Guyoult a son embouchure avec la Manche, sur la commune de Le Vivier-sur-Mer, à 0 mètre d'altitude,.

### Communes et cantons traversés
Dans le seul département d'Ille-et-Vilaine, le Guyoult traverse les dix communes suivantes, dans le sens amont vers aval, de Cuguen (source), Broualan, Trans-la-Forêt, La Boussac, Pleine-Fougères, Baguer-Pican, Epiniac, Dol-de-Bretagne, Mont-Dol, Le Vivier-sur-Mer (confluence).
Soit en termes de cantons, le Guyoult traverse deux cantons, prend source dans le canton de Combourg, conflue dans le canton de Dol-de-Bretagne, le tout dans l'arrondissement de Saint-Malo, dans les intercommunalités Communauté de communes Bretagne Romantique, Communauté de communes du pays de Dol et de la baie du Mont-Saint-Michel.

### Bassin versant
Le Guyoult traverse trois zones hydrographiques « le Guyoult de sa source au rau de Landa (c) » (J031), « Côtiers de la Digue de la Duchesse Anne (c) au canal des Planches » (J030), « le Guyoult du rau de Landa (nc) à la mer » (J031).
Les cours d'eau voisins sont, dans le sens des aiguilles d'une montre, le Couesnon à l'est et au sud-est, la Tamout au sud le Linon au sud-ouest, le Biez Jean à l'ouest. 

### Organisme gestionnaire
L'organisme gestionnaire est le SBCDol ou Syndicat des Bassins Côtiers de Dol de Bretagne

## Affluents
Le Guyoult a onze tronçons affluents référencés. Le Guyoult a trois affluents de plus de cinq kilomètres de longueur, et de rang de Strahler supérieur à un :
- la Banche (rd[note 1]) 23 km, avec quatre affluents et de rang de Strahler deux.
- le Landal (rg), 11 km avec cinq affluents et de rang de Strahler trois.
- le Guilloche (rd) 6 km sur les deux communes de Saint-Broladre (source) et Baguer-Pican (confluence), avec un seul affluent et de rang de Strahler deux.

Le Guyoult a un dernier affluent nommé, et de rang de Strahler un, le Tertre Bintin (rg), 5 km

### Rang de Strahler
Le rang de Strahler du Guyoult est donc de quatre par le Landal.

## Hydrologie
Son régime hydrologique est dit pluvial océanique.

## Aménagements et écologie

### Écologie et ZNIEFF
L'Etang de la Ville Alain, le long de la Banche, le plus long des affluents du Guyoult, est une ZNIEFF de type I, de 9 hectares, sur les deux communes de Sains et Saint-Broladre